# SV Linx
Sportverein Linx 1949 e. V. – niemiecki klub piłkarski z siedzibą w Rheinau.

## Historia
Klub został założony w 1949. W swojej historii przez dwa sezony występował w trzeciej lidze.

### Historia występów w trzeciej lidze
| Sezon   | Liga     | Grupa             | Miejsce | Uwagi  |
| ------- | -------- | ----------------- | ------- | ------ |
| 1987/88 | Oberliga | Baden-Württemberg | 18.     | spadek |
| 1993/94 | Oberliga | Baden-Württemberg | 8.      | spadek |

## Reprezentanci kraju grający w klubie
stan na listopad 2023
|  | - Harry Föll - Jonathan Clauss - Roland Wagner - Alharbi El Jadeyaoui - Tamatoa Wagemann |